# St. Antonius (Köln-Mülheim)

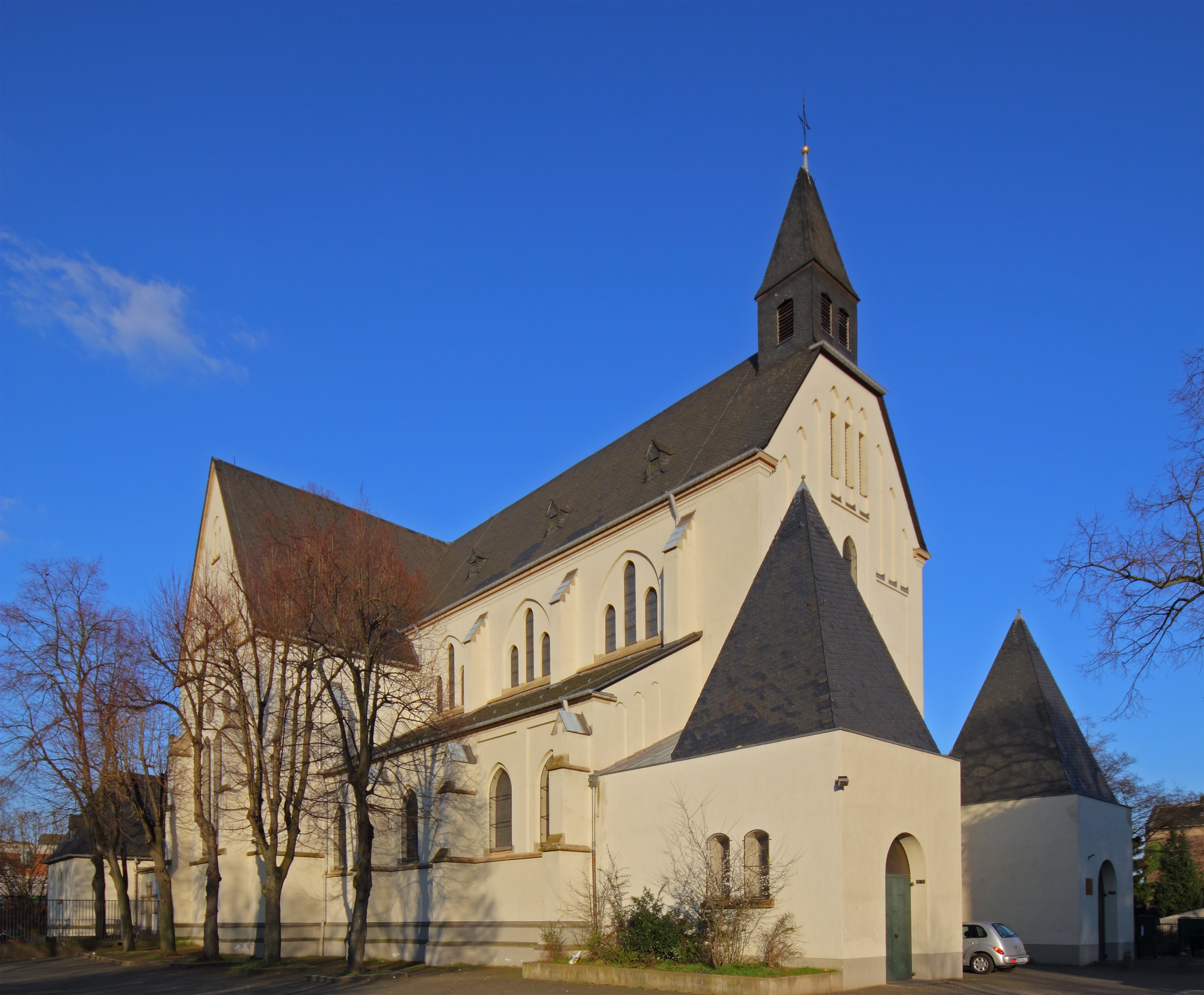
Köln-Mülheim, St. Antonius

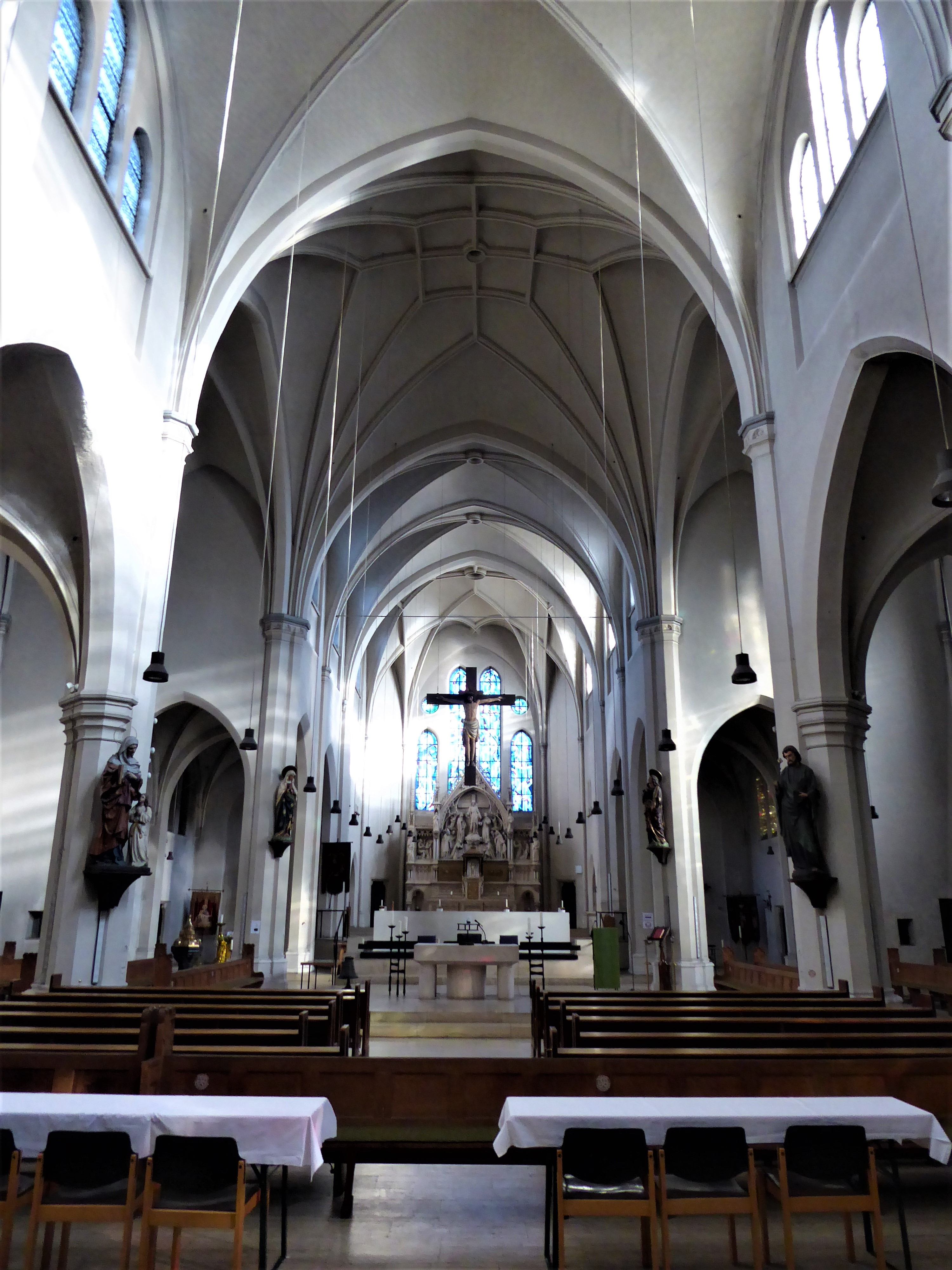
Innenraum

Die römisch-katholische Kirche St. Antonius ist ein neugotischer Sakralbau im rechtsrheinischen Kölner Stadtteil Mülheim. Sie gehört mit sieben weiteren Kirchen zur katholischen Pfarrei St. Clemens und Mauritius.

## Geschichte
Wegen des starken Anstiegs der Einwohnerzahl Mülheims im ausgehenden 19. Jahrhundert erwies sich der Bau einer neuen katholischen Kirche im Norden Mülheims als notwendig. Ursprünglich sollte die Kirche an der Berliner Straße errichtet werden. Schließlich entstand aber der Neubau in der Tiefentalstraße, die damals noch Talstraße hieß.
Der erste Bauabschnitt des Gotteshauses wurde am 13. Mai 1906 und der zweite und letzte Bauabschnitt am 1. November 1915 benediziert. Am 30. Oktober 1921 konsekrierte Kardinal Karl Joseph Schulte die Kirche, nachdem die Pfarrei 1917 selbstständig geworden war.
Im Zweiten Weltkrieg wurde die Kirche angesichts der erheblichen Bombenschäden im Mülheimer Umfeld vergleichsweise wenig beschädigt. Nach provisorischen Reparaturmaßnahmen konnte sie ab Juni 1946 wieder genutzt werden.
Zwischen 1955 und 1960 erhielt St. Antonius neue Kirchenfenster im Seiteneingang, in den Seitenschiffen, im Querschiff, in der Rückwand sowie in den Obergaden-Bereichen des Schiffs und des Chors. Es handelt sich zum überwiegenden Teil um Bleiglas-Ornamentfenster mit Schwarzlotmalereien auf Antikglas von unbekannten Künstlern. Die Fenstergruppe im Chor und das Fenster in der Rückwand kamen 1983 hinzu und sind freie Kompositionen des Künstlers Dietmar Bongard.
1967 übernahmen die Salesianer Don Boscos die Seelsorge der Pfarrei St. Antonius. Das Jugendzentrum Don-Bosco-Club neben der Kirche entstand wenig später.
Am 1. Januar 2010 vereinigte sich die Pfarrei St. Antonius mit den beiden Pfarreien St. Mauritius (Köln-Buchheim und Köln-Buchforst) und St. Clemens und Liebfrauen zu der neuen Pfarrei St. Clemens und Mauritius; Pfarrkirche ist die Kirche St. Elisabeth (Elisabeth-Breuer-Str. 46).

## Ausstattungsbeispiele

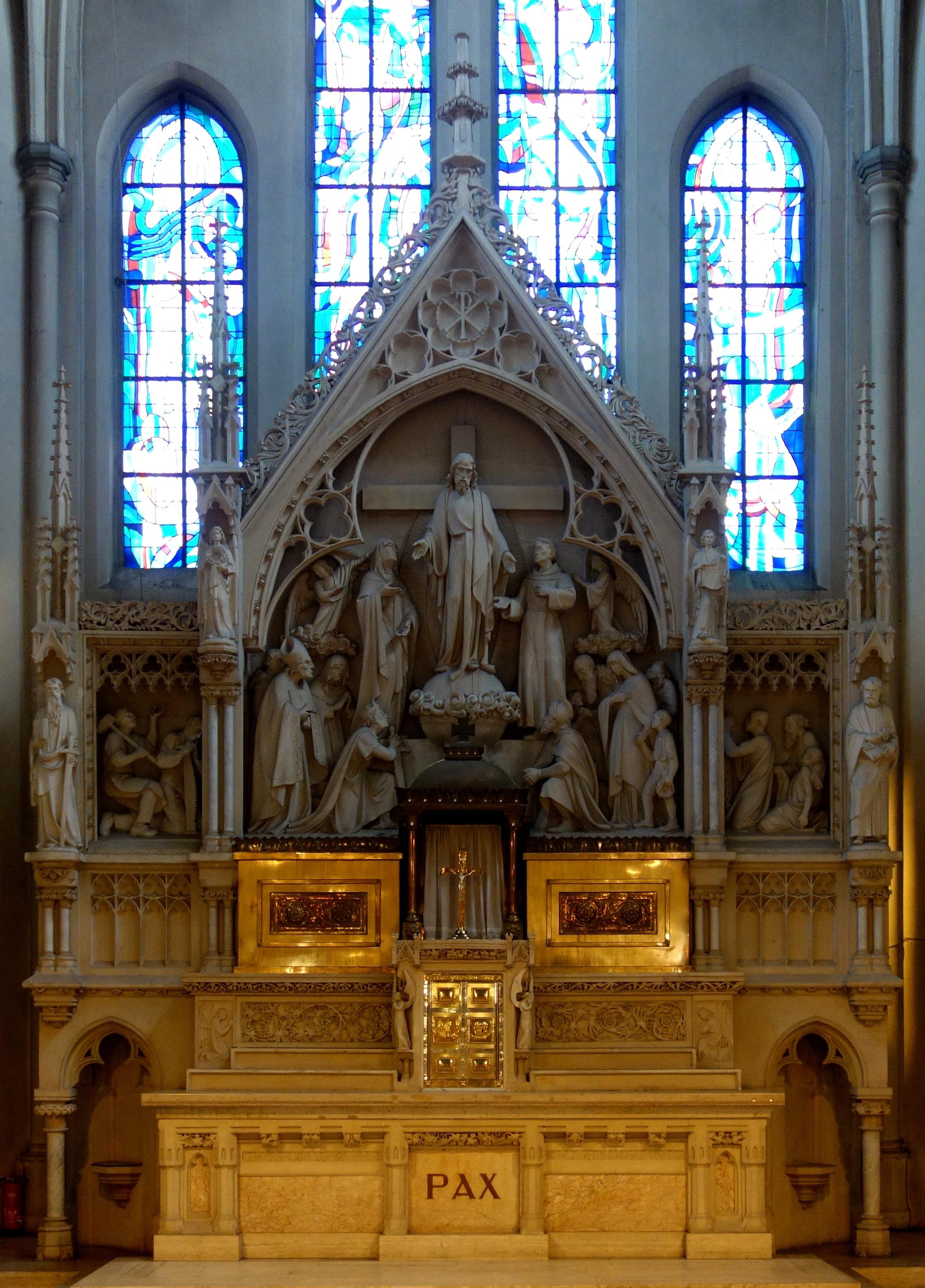
Hauptaltar
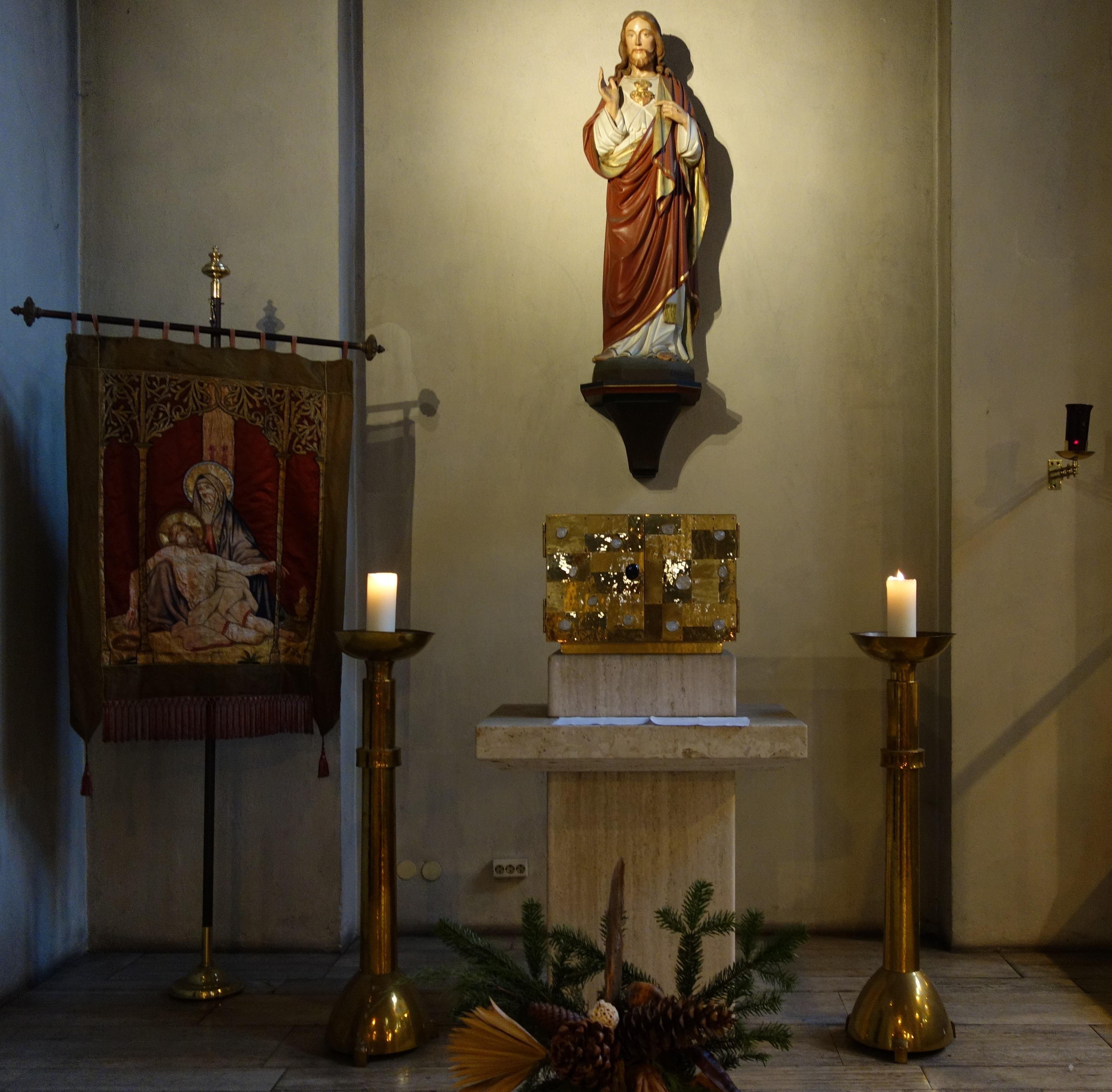
Linker Seitenaltar mit Tabernakel
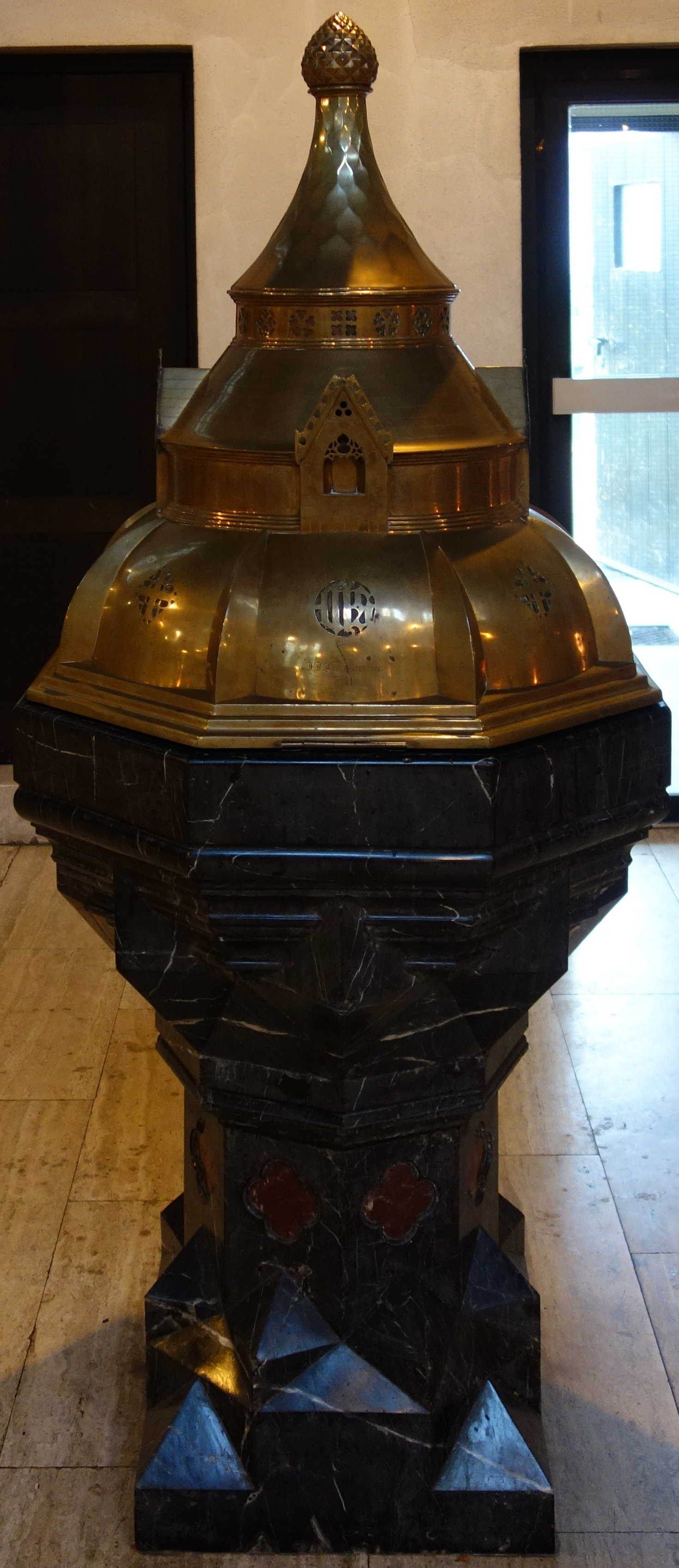
Taufstein
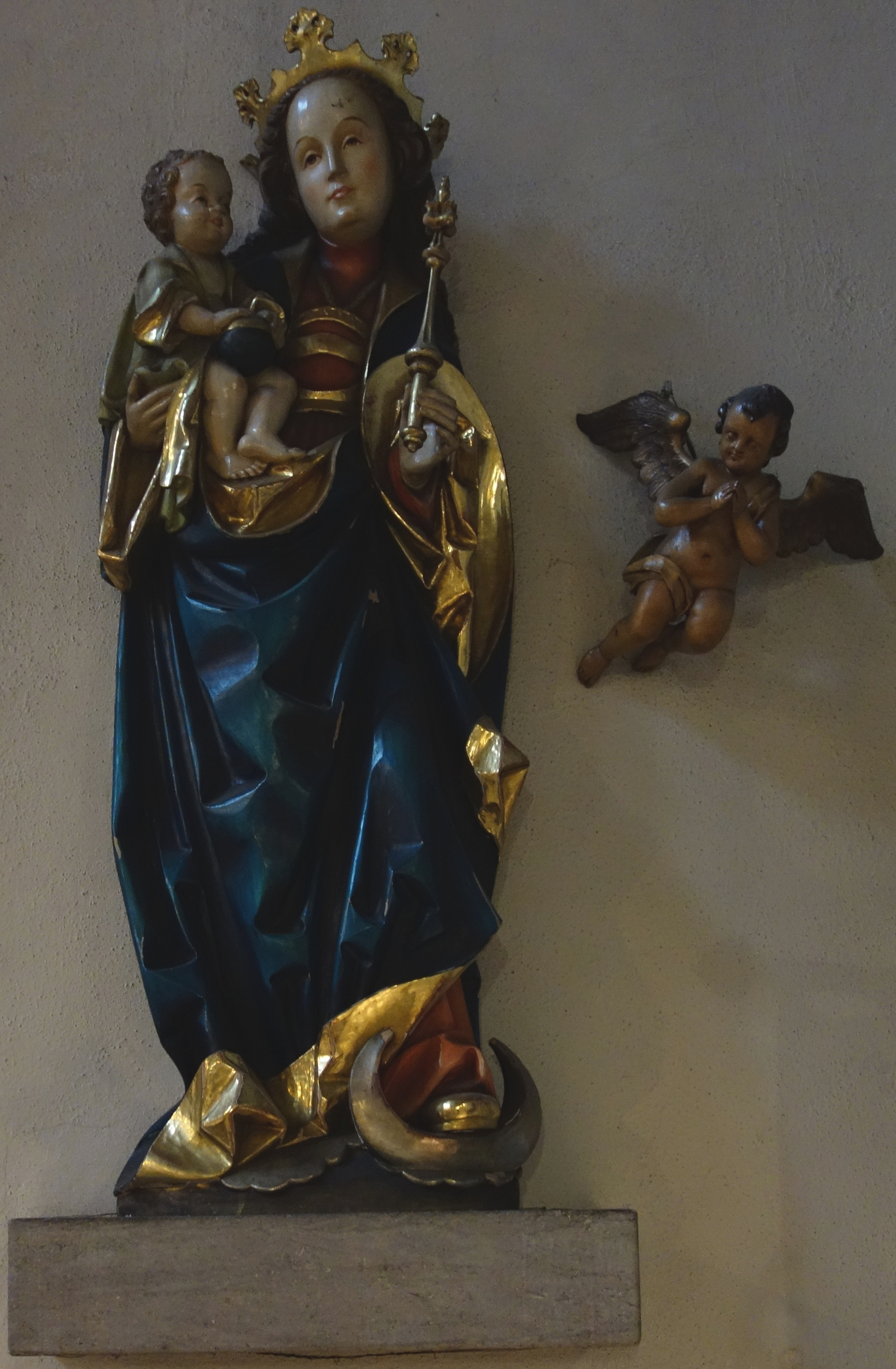
Schöne Madonna
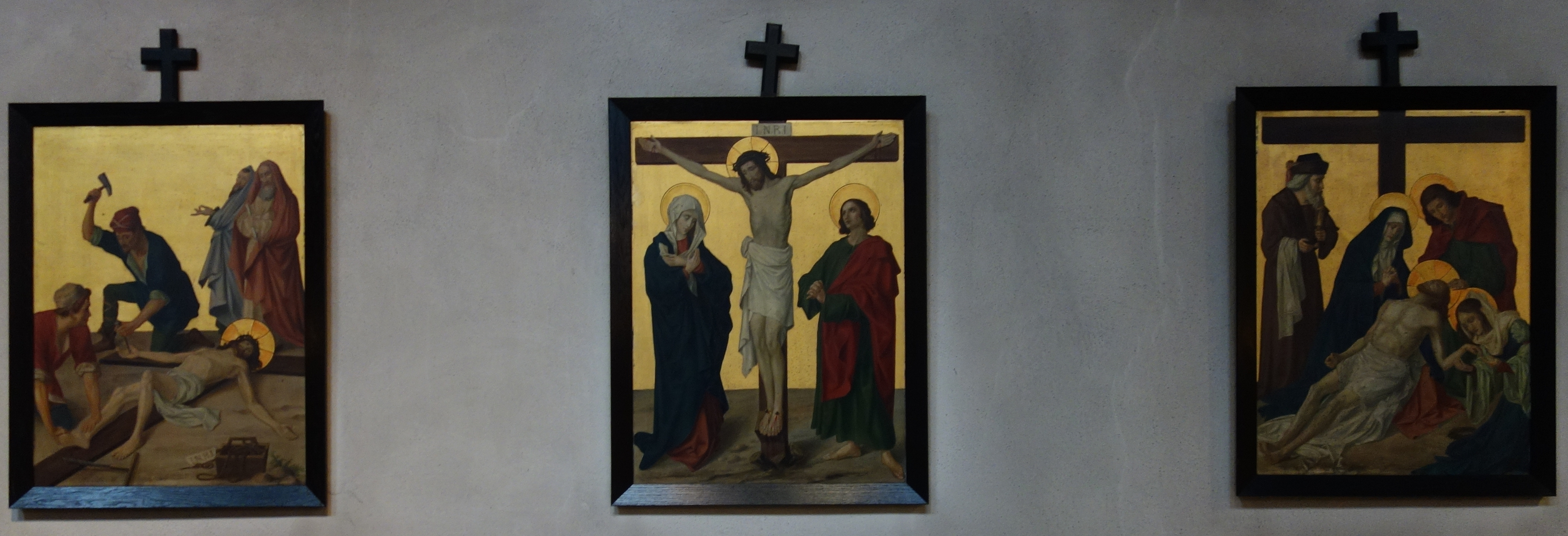
Kreuzwegstationen

## Orgel

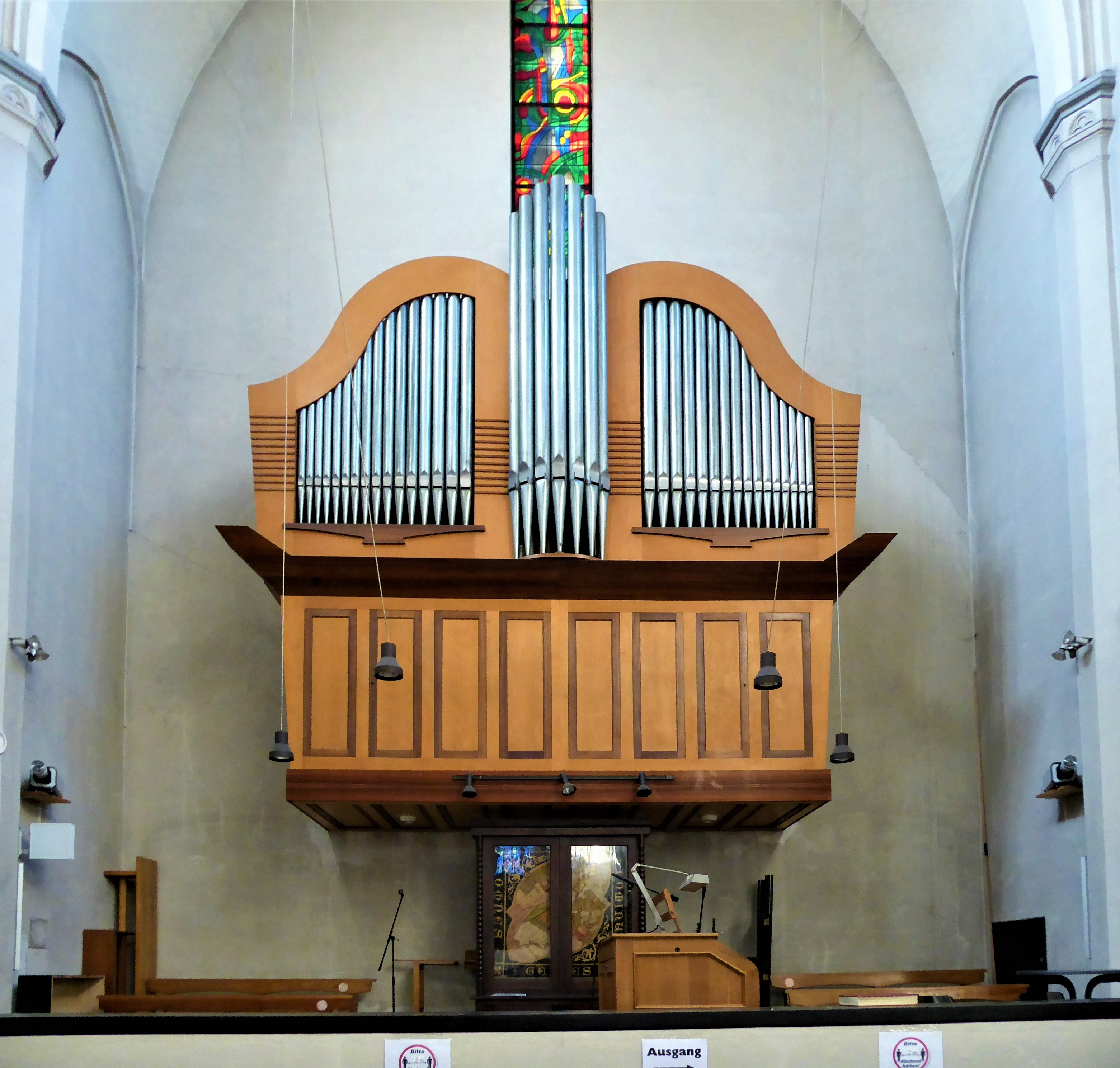
Verschueren-Orgel von 1970

Die niederländische Firma Verschueren Orgelbouw baute 1970 eine Orgel. Das Instrument verfügt über 16 klingende Register auf zwei Manualen und Pedal mit elektropneumatischen Kegelladen. Die Disposition lautet wie folgt:
| I Hauptwerk C–g3 |       |
| Prestant         | 8′    |
| Bourdon          | 8′    |
| Octaaf           | 4′    |
| Speelfluit       | 4′    |
| Roerkwint        | 2 ⁄3′ |
| Mixtuur II–III   |       |
| Schalmey         | 8′    |

| II Schwellwerk C–g3 |    |
| Wilgenpijp          | 8′ |
| Roerfluit           | 8′ |
| Tolkaan             | 4′ |
| Blokfluit           | 2′ |
| Cimbel II–III       |    |
| Kromhoorn           | 8′ |
| Tremolo             |    |

| Pedal C–f1         |     |
| Subbas             | 16′ |
| Octaafbas          | 8′  |
| Gedektbas (Ext.)   | 8′  |
| Prestantbas (Ext.) | 4′  |
| Fagot              | 16′ |

- Koppeln: II/I, II/I 16′, II/I 4′, I/P, II/P, II/P 4′
- Spielhilfen: Automatisches Pianopedal, 1 freie Kombination, 1 teilbare freie Kombination, 4 feste Kombinationen (p, mf, f, tutti), Zungen ab

## Denkmalschutz
Die Kirche St. Antonius wurde am 18. Juli 1983 unter der Nummer 1554 in die Liste der Baudenkmäler im Kölner Stadtteil Mülheim eingetragen.